# Летурнер, Пьер
Пьер Прим Фелисьен Летурнер (фр. Pierre-Prime-Félicien Le Tourneur; 9 июня 1737, Валонь — 24 января 1788, Париж) — французский переводчик.

## Биография
Учился в Кутансе, затем перебрался в Париж, где исполнял обязанности королевского цензора, секретаря Королевской библиотеки, а в какой-то период и личного секретаря графа д’Артуа (будущего Людовика XVIII).
Дебютировал как переводчик французской версией поэмы Эдуарда Юнга «Ночи» (1769), добившись шумного успеха. Годом позже опубликовал ещё четыре тома произведений Юнга и «Раздумья среди могил» Джеймса Херви, а в приложении к ним — «Элегию на сельском кладбище» Томаса Грея. В 1777 г. выпустил перевод «Оссиановых поэм» Джеймса Макферсона, в 1788 г. — «Клариссу» Сэмюэла Ричардсона. Однако основным трудом Летурнера стало собрание сочинений Шекспира в 20 томах (1776—1782), большую часть которых он перевёл самолично (в работе участвовали также Фонтен-Малерб и граф Катюэлан). Свои переводы Летурнер сопровождал предисловиями, качество которых высоко оценивали современники. Однако сами шекспировские переводы, выполненные прозой, как отмечает М. П. Алексеев, «для своих первых французских читателей имели большое значение, так как впервые открывали для них Шекспира с такой широтой и полнотой, но для XIX в. они уже являлись архаическими и старомодными».
Через французские переводы Летурнера произведения английской литературы оказывались доступны читателям и литераторам из России, чаще знавшим французский, чем английский. Так, отмечается, что Ермил Костров переводил Оссиана с переводов Летурнера.